# 希羅凱區

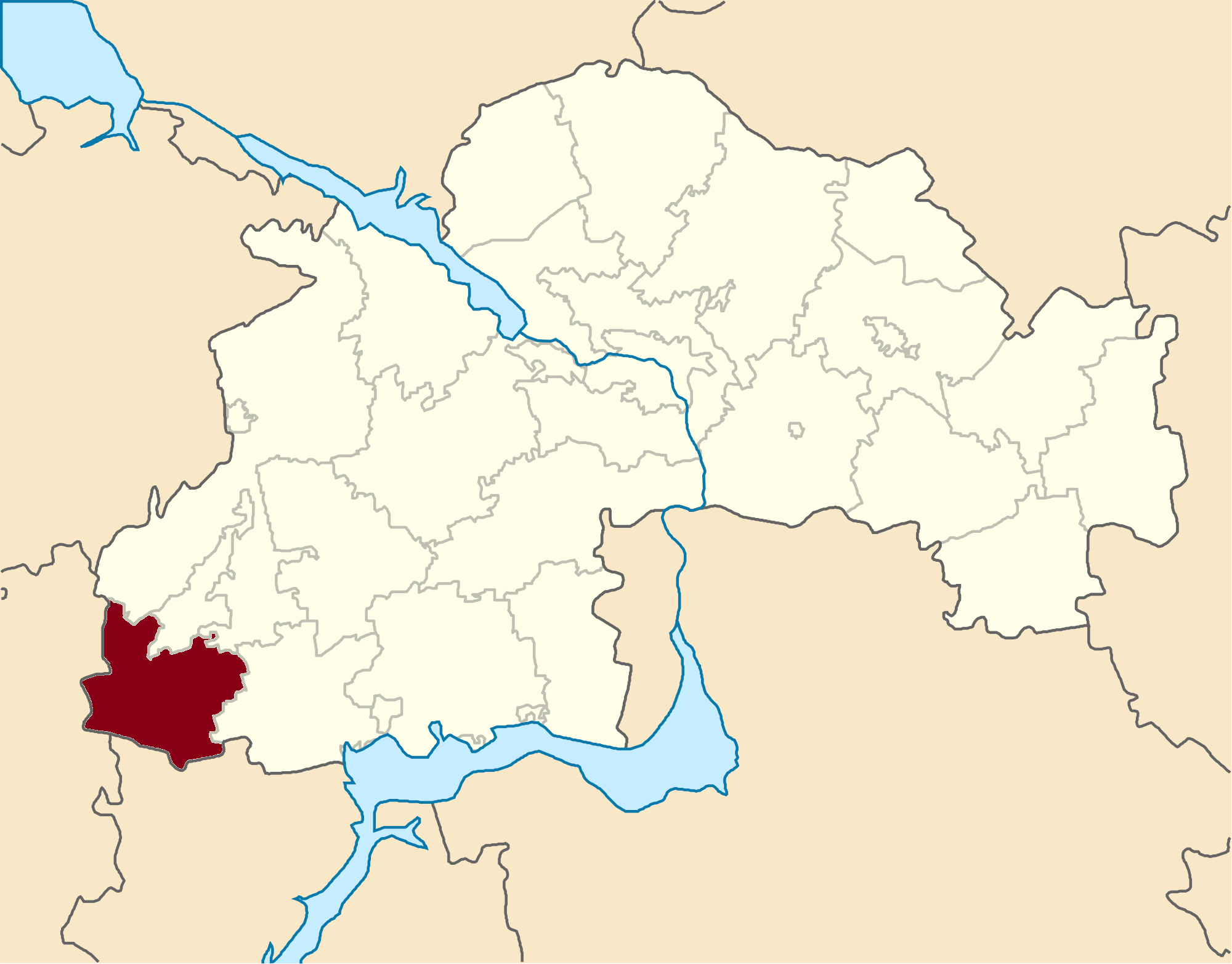
希羅凱區在第聶伯羅彼得羅夫斯克州的位置

47°41′8″N 33°11′10″E / 47.68556°N 33.18611°E
希羅凱區（烏克蘭語：Широківський район），是烏克蘭中部第聶伯羅彼得羅夫斯克州的一個旧區，区府为希羅凱，面積1,214平方公里，2013年人口27,706，人口密度每平方公里22.8人。